# Jorge Cori

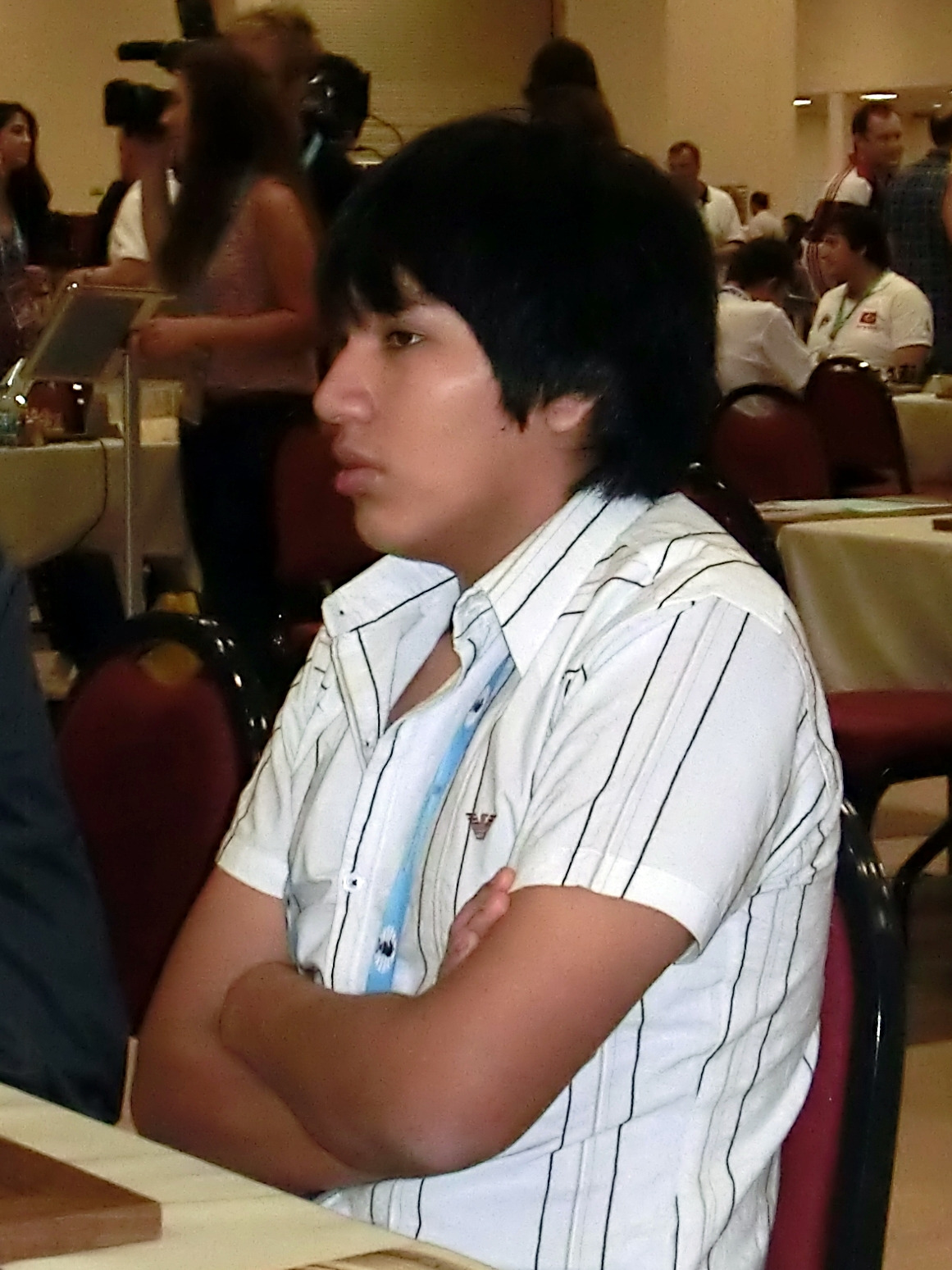
Jorge Cori op de Schaakolympiade van 2012

Jorge Moisés Cori Tello (Jorge Cori; Lima, 30 juli 1995) is een Peruviaanse schaker. Hij is sinds 2010 een grootmeester (GM). Als wonderkind was hij twee keer wereldkampioen en vier keer Pan-Amerikaans kampioen in zijn leeftijdscategorie. Cori nam in 2011, 2013, 2017, 2019 en 2021 deel aan het toernooi om de FIDE Wereldbeker. Hij neemt sinds 2010 met het team van Peru deel aan de Schaakolympiade. 

## Schaakcarrière
Cori werd gedeeld eerste in het Pan-Amerikaans Schaakfestival voor jeugd, in de categorie tot 10 jaar. Hiermee verkreeg hij tevens de titel FIDE Meester (FM). Vervolgens won hij dit toernooi in diverse leeftijdscategorieën: tot 10 jaar (2005), tot 12 jaar (2006), tot 14 jaar (2008) en tot 18 jaar (2009). Cori won ook het Wereldkampioenschap schaken voor jeugd in de categorie tot 14 jaar in 2009 en in de categorie tot 16 jaar in 2011.
In oktober 2007 nam Cori voor de eerste keer deel aan het Schaakkampioenschap Amerikaans continent, waar hij een norm behaalde voor de titel Internationaal Meester. In 2008 won hij het 4e wereldkampioenschap voor scholen, in de categorie tot 13 jaar. In 2008 werd hij derde op het Pan-Amerikaans kampioenschap voor spelers tot 20 jaar. In 2008 behaalde hij in het 11e Málaga Open toernooi zijn laatste norm voor de titel Internationaal Meester (IM).
Op het Pan-Amerikaans kampioenschap van 2009 behaalde Cori een grootmeesternorm. Zijn laatste GM-norm behaalde hij in oktober 2009. Hij kwalificeerde zich in januari 2010 op de leeftijd 14 jaar, 5 maanden en 15 dagen voor de grootmeester-titel toen zijn Elo-rating de 2500 passeerde op het 3e Jose Marca Memorial Open in Lima, dat door hem gewonnen werd met 7½ pt. uit 9. In 2012 won hij in Maribor, Slovenië, de bronzen medaille in het Wereldkampioenschap schaken voor jeugd in de categorie tot 18 jaar.
In mei 2013 eindigde Cori gedeeld derde (vierde via tiebreak) op het het Schaakkampioenschap Amerikaans continent, waarmee hij zich kwalificeerde voor de Wereldbeker schaken 2013. In juli 2013 won hij het 18e Balaguer Open toernooi. In augustus 2013 nam hij deel aan de Wereldbeker in Tromsø, Noorwegen; na twee remises tegen Teimour Radjabov in reguliere partijen, won Cori won de eerste rapidpartij, maar verloor de tweede. In de derde partij verscheen hij te laat, doordat Cori vanwege een taal-misverstand het begintijdstip verkeerd had begrepen (6:50 i.p.v. 6:15), en verloor reglementair vanwege de "zero tolerance" regel; de vierde partij werd remise, waarmee Cori was uitgeschakeld. Later in augustus 2013 werd hij tweede op het Open toernooi "Sants, Hostafrancs & La Bordeta" in Barcelona, achter Baskaran Adhiban. In september 2013 werd Cori gedeeld 3e–4e op het WK voor junioren. Hij werd gedeeld eerste, derde na "countback", op het 3e Panama Open, met de score 7 pt. uit 9.
In juli 2014 werd hij gedeeld eerste in het Benasque Open met 6½ pt. uit 9, tweede na "countback". Eveneens in juli 2014 werd hij tweede op het 5e Ibero-Amerikaanse kampioenschap in Linares, Spanje. In april 2015 won Cori de 6e Latin Cup schaken in Vicente Lopez, Argentinië, waarbij hij vanwege de tiebreak boven Axel Bachmann eindigde.
In mei 2015 won hij het zonetoernooi 2.4, waarmee hij zich kwalificeerde voor de Wereldbeker schaken 2015. In mei 2015 werd hij ook derde in het 10e kampioenschap Amerikaans continent in Montevideo. Cori besloot niet deel te nemen aan de Wereldbeker, om nog een laatste keer te participeren in het WK voor junioren. Zijn plaats werd ingenomen door zijn zus Deysi, die in het zonetoernooi 2.4 als derde geëindigd was.
In november 2018 was zijn Elo-rating 2689, in januari 2019 was hij nummer 52 op de wereldranglijst. 

### Schaakolympiades
In 2016 won hij op de 42e Schaakolympiade een individuele bronzen medaille aan het tweede bord, vanwege zijn rating performance 2810.
In oktober 2018 was Cori de beste individuele speler op de 43e Schaakolympiade (open toernooi) in Batoemi (Georgië), met de score 7½ pt. uit 8 (+7 =1 –0) en rating performance 2925.

## Persoonlijk leven
Zijn oudere zus Deysi Cori is grootmeester bij de vrouwen (WGM). 

## Externe koppelingen
- (en)   Informatie over schaakpartijen van Jorge Cori op ChessGames.com
- (en)   Informatie over schaakpartijen van Jorge Cori op 365chess.com
- (en)  FIDE-ratinggegevens voor Jorge Cori